# Arriba (periódico)
Arriba fue un periódico español, órgano oficial de FET y de las JONS. Fue fundado originalmente el 21 de marzo de 1935 por José Antonio Primo de Rivera, como un formato de semanario. Se publicó entre 1935 y 1936, aunque no tuvo mucho éxito. 
El 5 de marzo de 1936 fue suspendido por las autoridades de la Segunda República, prohibición que continuaría durante unos años más debido al inicio de la Guerra Civil. Con la ocupación de Madrid por las tropas franquistas, los falangistas se incautaron de las instalaciones del diario El Sol, y Arriba reapareció el 29 de marzo de 1939 como diario propiedad de Prensa del Movimiento. En adelante constituyó el periódico oficial del régimen franquista, a lo largo de cuatro décadas. Tras la muerte de Franco, el 15 de junio de 1979 el Consejo de Ministros dispuso el cierre del periódico y al día siguiente se publicó su último número.

## Historia

### Primera época
Entre 1933 y 1934 la Falange ya había publicado un semanario de corta existencia, F.E., que constituyó su órgano de expresión oficial.
Arriba fue fundado originalmente el 21 de marzo de 1935 como un semanario, aunque con formato diario. Dirigido por José Antonio Primo de Rivera, tuvo su redacción en la sede central del partido, en el n.º 3 de la madrileña Cuesta de Santo Domingo. Inicialmente constaba de seis páginas, pero a partir del número catorce el tamaño se redujo a cuatro páginas. En esta época destacaron las publicaciones de autores falangistas como Ernesto Giménez Caballero o Maximiano García Venero. El semanario llegó a estar financiado por el Ministerio de Prensa y Propaganda de Italia a través de la embajada italiana en París.
En el contexto de la década de 1930, el antisemitismo del líder falangista no era de corte racial, como el característico del nazismo, sino religioso, bebiendo en las fuentes del antijudaísmo tradicional en el catolicismo. Un caso particular fue el de los grandes almacenes SEPU, que sufrieron una fuerte campaña en su contra por parte de Falange. El semanario Arriba acusó directamente a esta compañía de explotar a sus empleados, gozando de algún tipo de convivencia con el poder:

Estos judíos de SEPU dan motivos para ocuparse de ellos diariamente, por sus relaciones con los empleados que explotan. Si basta su sola presencia para producir indignación, si hasta los atropellos que con su personal cometen basta para sublevar al más tranquilo. Nosotros preguntamos ¿SEPU disfruta de patente de corso? ¿Quién ampara a SEPU? ¿Conoce el director de Trabajo los casos de SEPU?
«Siempre Sepu», Arriba, 12 de junio de 1935

Esta campaña, que comenzó desde el primer número del periódico fue sistemática, fue contemporánea en el tiempo y estuvo inspirada en los asaltos nazis a los comercios judíos en Alemania. En 1935 la sucursal del SEPU en Madrid fue asaltada por militantes de Falange, aparte de la rotura de sus cristales en reiteradas ocasiones.
El semanario fue suspendido por las autoridades entre 4 de julio y 31 de octubre de 1935, tras haber publicado un artículo que atacaba duramente a la CEDA. El 5 de marzo de 1936 la publicación de Arriba fue nuevamente suspendida por las autoridades republicanas. Este nuevo cese se produjo en un contexto en que las actividades de Falange fueron suspendidas y sus locales clausurados por la creciente violencia callejera de los falangistas. Hasta esa fecha se habían publicado 34 números de Arriba.

### Dictadura franquista
La suspensión continuó durante la guerra civil española. Tras el estallido de la contienda, en la zona sublevada surgieron numerosas publicaciones de carácter periódico bajo el título de Arriba. Una de ellas fue el diario Arriba España, fundado en Pamplona el 1 de agosto de 1936 por el clérigo navarro Fermín Izurdiaga.
El 28 de marzo de 1939, coincidiendo con la entrada de las tropas franquistas en Madrid, la redacción del diario El Sol fue confiscada por un grupo de falangistas. La tarde de ese mismo día salió a la calle una edición especial de Arriba. A partir de ese momento volvió a publicarse el antiguo órgano falangista. Al día siguiente se publicó su primer número regular, que a partir de entonces empezó a circular diariamente y se configuró como el órgano oficial de FET y de las JONS. Desde 1940 pasó a formar parte de la Cadena de Prensa del Movimiento, convirtiéndose en el periódico cabecera de todos los diarios del Movimiento. Este hecho y el haber sido fundado por Primo de Rivera le confirió al diario una importante posición política y profesional. Arriba constituyó el órgano doctrinal del régimen franquista, llegando incluso a marcar la línea editorial de muchos diarios provinciales pertenecientes al Movimiento. Y a diferencia de otras publicaciones no controladas por el régimen, Arriba estuvo exento de la censura previa que se aplicaba de acuerdo con la ley de Prensa. En sus primeros años Arriba fue dirigido por el periodista Xavier de Echarri, alcanzando una difusión muy amplia.
Tras el final de la guerra el diario tuvo su sede editorial en la calle Larra, y posteriormente se trasladó a un gran edificio en el n.º 142 de la avenida del Generalísimo.
En la década de 1940, Arriba destacó por ser portavoz del ala más radical del falangismo. En mayo de 1941 un artículo redactado por Dionisio Ridruejo —director general de Propaganda— y enviado por el también falangista Antonio Tovar —director general de Prensa—, que llevaba por título El hombre y el pelele en referencia poco velada a Valentín Galarza, fue publicado en Arriba. Galarza, militar conservador y antifalangista, había sido nombrado ministro de la gobernación a comienzos de mes; desde este puesto realizó una purga de falangistas camisas viejas. El artículo tuvo un fuerte impacto y como era de esperar, provocó un hondo malestar en Galarza y entre los círculos militares de la época. Como consecuencia, el 18 de mayo Tovar y Ridruejo fueron destituidos fulminantemente de sus puestos en el departamento de Prensa y Propaganda.
Tras el estallido de la Segunda Guerra Mundial, una parte de la prensa española adoptó un marcado tono filonazi. El diario Arriba no fue ajeno a esta tendencia, y en octubre de 1940 —durante la visita a Madrid del líder nazi Heinrich Himmler— el diario no escatimó en elogios hacia el dignatario extranjero, llegando a comentar que «con hombres como Himmler llegan a su cenit los estados fuertes». El propio director del diario, Echarri, realizó un viaje promocionado a Alemania, donde visitó varias instalaciones de la prensa nazi. Tras la invasión de la Unión Soviética por las tropas alemanas, el 24 de junio de 1941 el periódico se sumó a la corriente germanófila y calificó a Alemania como «la redentora de Europa». Durante 1941 y 1942 el Arriba siguió promocionando a Alemania y a la División Azul, la unidad formada por españoles que combatía en la Unión Soviética en apoyo de los ejércitos nazis. Incluso después de 1943, cuando el derrotero de la guerra había cambiado en favor de los aliados, Arriba siguió apoyando la causa de la Alemania nazi. Otro ejemplo de esta línea editorial lo constituye la edición del 30 de abril de 1945, el día en que Hitler se suicidó en su búnker de Berlín. Arriba no mencionó que Hitler se había quitado la vida y dio la noticia con el titular: «Europa tributa honores a su excelso hijo, Adolf Hitler».

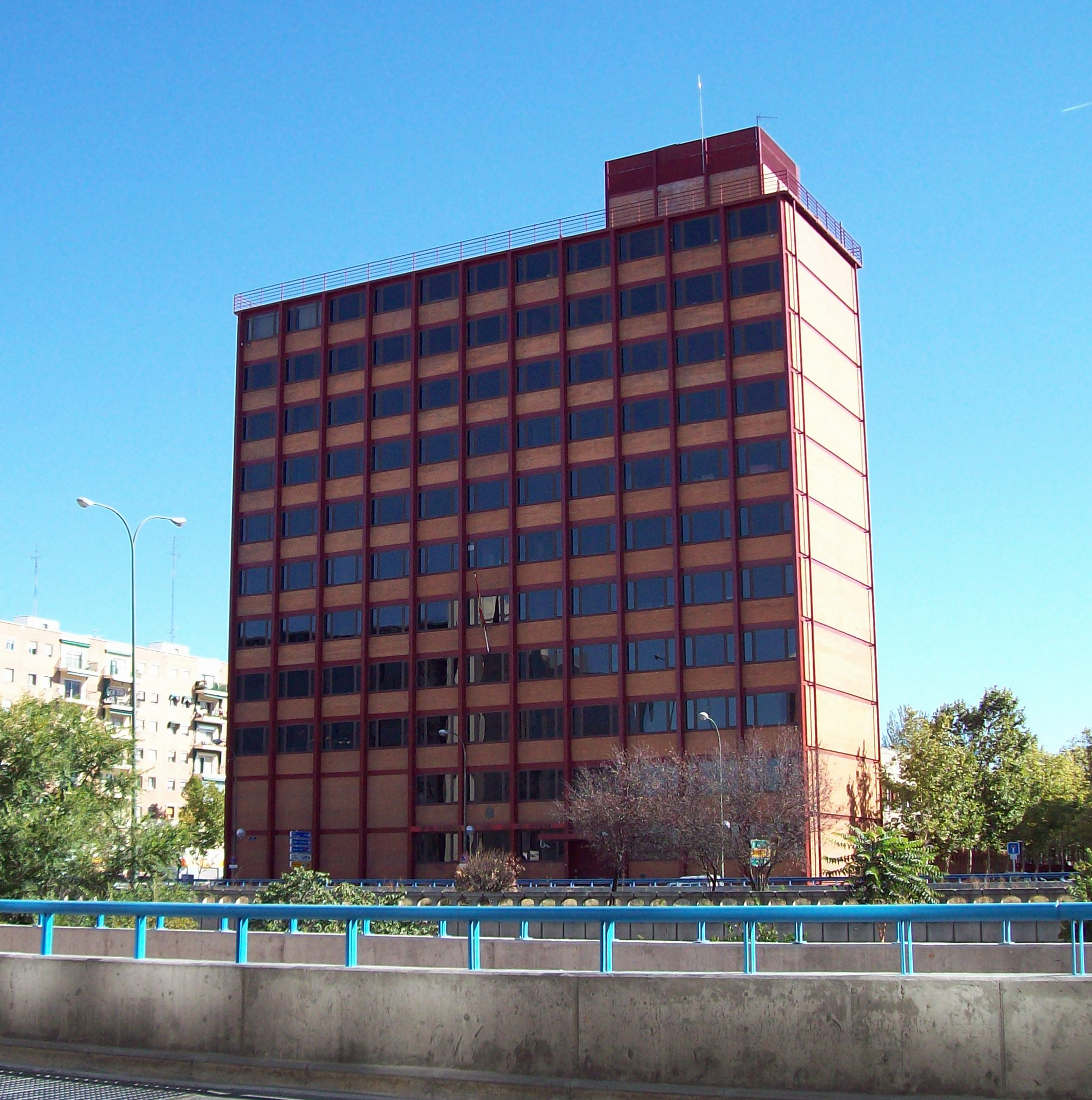
Sede central de Arriba en Madrid, entre 1962 y 1979.

Durante los años posteriores sus editoriales siguieron actuando como un verdadero órgano oficial del régimen. Un ejemplo de esto fue durante la celebración en 1962 del IV Congreso del Movimiento Europeo en Múnich; el evento constituyó una reunión de la oposición antifranquista y alcanzó una gran repercusión internacional. El diario reaccionó calificando despectivamente al encuentro como el «Contubernio de Múnich». Otro caso famoso fue un artículo publicado en portada por Arriba el 28 de abril de 1974 —el conocido como «Gironazo», por ser José Antonio Girón de Velasco su autor—, contrario con los tímidos intentos de apertura de la dictadura que algunos sectores habían impulsado desde dentro del régimen. El artículo causó un fuerte impacto en la sociedad española de la época, e incluso en el seno de la propia dictadura, ya que dejó entrever las disensiones internas que existían dentro del sistema. Al final, el «Gironazo» acabó provocando la caída de varios aperturistas, entre ellos el ministro de información Pío Cabanillas.
Por la dirección del diario pasaron Ismael Herráiz, Rafael García Serrano, Adolfo Muñoz Alonso, Jesús Fueyo Álvarez, Vicente Cebrián, Alejandro Armesto, Rodrigo Royo, Sabino Alonso Fueyo, Manuel Blanco Tobío, Jaime Campmany, Félix Morales o Antonio Izquierdo, entre otros. Izquierdo era el director del diario cuando se produjo el incidente del «Gironazo».

### Últimos años
Aunque en sus primeros años de vida disfrutó de una importante difusión, pasados los años de posguerra el número de lectores cayó progresivamente, a pesar de seguir constituyendo el diario más importante de la «Prensa del Movimiento». Por ejemplo, para 1971 la media de ventas había caído a solo 10.883 ejemplares. Esto se traducía en importantes pérdidas económicas para el Estado. A comienzos de la década de 1970, de entre todos los diarios que componían la «Prensa del Movimiento» el que mayores pérdidas tenía era Arriba, con un saldo negativo de casi cincuenta millones de pesetas. No obstante, a pesar de estas cifras, durante los últimos años del franquismo el diario todavía tuvo una cierta presencia entre el público. La distribución y la situación económica de Arriba no mejoraron tras la muerte del dictador Francisco Franco en 1975, sino todo lo contrario. En 1977 las pérdidas habían aumentado hasta los 157 millones de pesetas y la media de ventas era de 11.681 ejemplares.

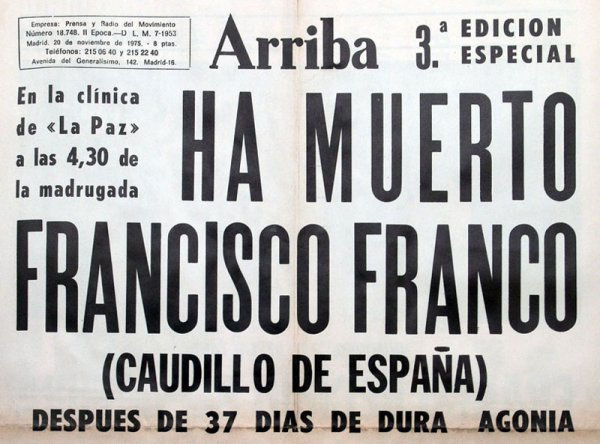
Portada del periódico, el 20 de noviembre de 1975.

Al igual que el popular Pueblo —perteneciente a la Organización Sindical—, tras la muerte de Franco el diario Arriba no mostró ningún fervor monárquico y aceptó a Juan Carlos de Borbón como su sucesor solo por obediencia legal. Sin embargo, símbolo de los nuevos tiempos que se vivían fue el hecho de que Arriba publicase dos editoriales conjuntos —junto a otros periódicos abiertamente democráticos como Diario 16 y El País— con motivo de la «matanza de Atocha» y de la legalización del PCE. Coincidiendo con el proceso de la Transición, en 1977 el diario se integró en el organismo público Medios de Comunicación Social del Estado (MCSE). Sin embargo, en los siguientes años el número de lectores siguió cayendo, hasta tener una tirada diaria muy pequeña. En 1978 la media de ventas fue de solo 7823 ejemplares. El 15 de junio de 1979 el Consejo de Ministros decidió cerrar el diario por su deficitaria situación económica, y al día siguiente publicó su último número. Junto a Arriba se clausuraron otros diarios de la cadena —como Amanecer, Solidaridad Nacional o Libertad— y la agencia de prensa Pyresa. El cierre de Arriba supuso que el ultraderechista El Alcázar ocupase su lugar como periódico de los simpatizantes falangistas, y que además se consolidase en el rol de principal diario de la extrema derecha.

### Pie de página
1. 1 2  Lazo, 1999, p. 299.
2. ↑  Checa Godoy, 1989, p. 344.
3. 1 2  Romero Portillo, 2012, p. 44.
4. ↑  Timoteo Álvarez, 1989, p. 442.
5. ↑  Checa Godoy, 2006, p. 217.
6. ↑  Egido León, 1987, p. 634.
7. 1 2  Osuna, 2006, p. 318.
8. 1 2  Sáiz y Seoane, 1996, p. 469.
9. 1 2  Ferrer Benimeli, 1995, p. 683.
10. ↑  Selva, 2000, p. 305.
11. ↑  Pasamar y Peiró, 2002, p. 284.
12. ↑  Esteban, 2000, p. 137.
13. ↑  Pérez, 2005, pp. 312,322.
14. ↑  González, 2004, p. 272.
15. ↑  González, 2004, pp. 271-272.
16. ↑  Álvarez Chillida, 2002, p. 343.
17. ↑  Cardona, 1986, p. 106.
18. ↑  Checa Godoy, 1989, p. 217.
19. ↑  Bernardo y et al., 2009, p. 414.
20. ↑  Sánchez Rada, 1996, p. 13.
21. 1 2  Montoliú, 2005, p. 21.
22. ↑  De las Heras Pedrosa, 2000, p. 24.
23. ↑  Garrote Bernal, 2005, p. 806.
24. ↑  De las Heras Pedrosa, 2000, p. 20.
25. ↑  De las Heras Pedrosa, 2000, p. 29.
26. ↑  Montabes Pereira, 1989, pp. 166, 223.
27. ↑  Sevillano Calero, 1998, p. 86.
28. 1 2  Checa Godoy, 2008, p. 32.
29. ↑  Bernardo y et al., 2009, p. 522.
30. ↑  Timoteo Álvarez, 1989, p. 245.
31. 1 2 3 4 5  Alférez, 1986, p. 143.
32. 1 2  Suárez Fernández, 2011, p. 196-197.
33. ↑  Garriga y 1986, p114.
34. ↑  Sinova, 2006, p. 111.
35. ↑  Schulze Schneider, 1995, p. 200.
36. ↑  Montoliú, 2005, p. 149.
37. ↑  Bowen, 2000, p. 87.
38. ↑  Arasa, 2008, p. 105.
39. ↑  Bowen, 2000, p. 152.
40. ↑  Bowen, 2000, p. 163.
41. ↑  Suárez Fernández, 2011, p. 287.
42. ↑  Arasa, 2008, p. 263.
43. ↑  Ortiz Sánchez, 2006, p. 37.
44. ↑  Clemente, 1994, p. 32.
45. 1 2  Rodríguez Jiménez, 1994, p. 176.
46. ↑  Ortiz Sánchez, 2006, p. 43.
47. ↑  Payne, 1999, p. 420.
48. 1 2 3  Greciet, 1998, p. 127.
49. ↑  Pareja Olcina, 2013, p. 86.
50. ↑  Morán, 2009, p. 432.
51. ↑  Alférez, 1986, p. 26.
52. ↑  Bernardo y et al., 2009, p. 627.
53. ↑  De las Heras, 2000, p. 52.
54. ↑  De las Heras, 2000, p. 60.
55. 1 2  Bernardo y et al., 2009, p. 693.
56. ↑  De las Heras, 2000, pp. 61-71.
57. ↑  Bernardo y et al., 2009, p. 694.
58. ↑  De las Heras, 2000, p. 71.
59. ↑  Montabes Pereira, 1989, pp. 105-106.
60. ↑  Rodríguez Jiménez, 1994, p. 234.